# Jakub Gołąbek
Jakub Gołąbek (ur. 1739 na Śląsku, zm. 30 marca 1789 w Krakowie)   – polski kompozytor i śpiewak (tenor).

## Życiorys
Brak wiadomości o miejscu urodzenia Gołąbka powodował, że przypisywano mu pochodzenie czeskie lub śląskie; obecnie przyjmuje się za Wacławem Sierakowskim, że pochodził ze Śląska. Pierwszym potwierdzeniem jego pobytu w Krakowie jest metryka ślubu z Marcjanną Celińską z 4 listopada 1766, zachowana w archiwum parafialnym Katedry na Wawelu w Krakowie. W 1773 został nauczycielem śpiewu w jezuickiej bursie muzycznej w Krakowie kierowanej przez Józefa Zygmuntowskiego. 
Jako muzyk działał najpierw w kapeli kościoła Mariackiego, a od około 1774 do końca swojego życia w kapeli katedralnej na Wawelu, w której śpiewał i dla której komponował. W latach 1781–1787 był nauczycielem śpiewu w szkole muzycznej Wacława Sierakowskiego; brał udział w organizowanych przez niego koncertach, m.in. w 1773 na dworze biskupa Kajetana Sołtyka, kiedy wykonano skomponowaną przez Gołąbka Kantatę ku czci św. Stanisława . 

## Twórczość
Muzyka Gołąbka miała istotne znaczenie w kształtowaniu się polskiego stylu klasycznego. Jest typowa dla wczesnego klasycyzmu, nawiązuje bowiem do stylu muzyki baroku, jak i klasyków wiedeńskich w zakresie budowy formy sonatowej, struktury tematu, traktowaniu partii basowej (basso continuo) oraz użycie elementów stylu galant w powolnych częściach utworów (na przykład w Parthii)  .
Gołąbek komponował muzykę wokalną (dla kapeli rorantystów), wokalno-instrumentalno (dla kapeli katedralnej) i instrumentalną. Ta ostatnia charakteryzuje się nieschematycznym podejściem do kompozycji, zwłaszcza w melodycznej warstwie utworu. Jego symfonie i dzieła sakralne, były w owym czasie powszechnie znane i cieszyły się uznaniem nie tylko w regionie krakowskim  .

## Kompozycje
(na podstawie materiałów źródłowych  )

### Utwory instrumentalne
- Sinfonia in D na 2 skrzypiec, 2 oboje, 2 rogi, altówkę, basso continuo, (ok. 1773)
- Symphonia in D na 2 skrzypiec, 2 flety lub oboje, 2 rogi, altówkę, basso continuo
- Symphonia in C na 2 skrzypiec, 2 oboje, 2 klarini, altówkę, basso continuo
- Symfonia B-dur na 2 skrzypiec, 2 rogi, 2 klarini, altówkę, basso continuo
- Symfonia D-dur na 2 skrzypiec, 2 flety, 2 rogi, altówkę, basso continuo
- Parthia in C na 2 rogi, 2 klarini, fagot

### Utwory wokalne
- 4 msze 4-głosowe: C-dur, F-dur, C-dur, e-moll
- Offertorium Veni Sancte Spiritus D-dur na tenor solo, chór mieszany, 2 skrzypiec, 2 rogi, altówkę i orkiestrę
- 4 kantaty na 4 głosy solowe, chór i orkiestrę; do tekstów Wacława Sierakowskiego
  - Kantata ku czci św. Jacka, (muzyka zaginiona)
  - Kantata ku czci błogosł. Bronisławy, (muzyka zaginiona)
  - Kantata ku czci św. Jana Kantego, (muzyka zaginiona)
  - Kantata ku czci św. Stanisława, (muzyka i tekst zaginione)